# Moreira de Geraz do Lima
Moreira de Geraz do Lima is een plaats (freguesia) in de Portugese gemeente Viana do Castelo en telt 628 inwoners (2001).

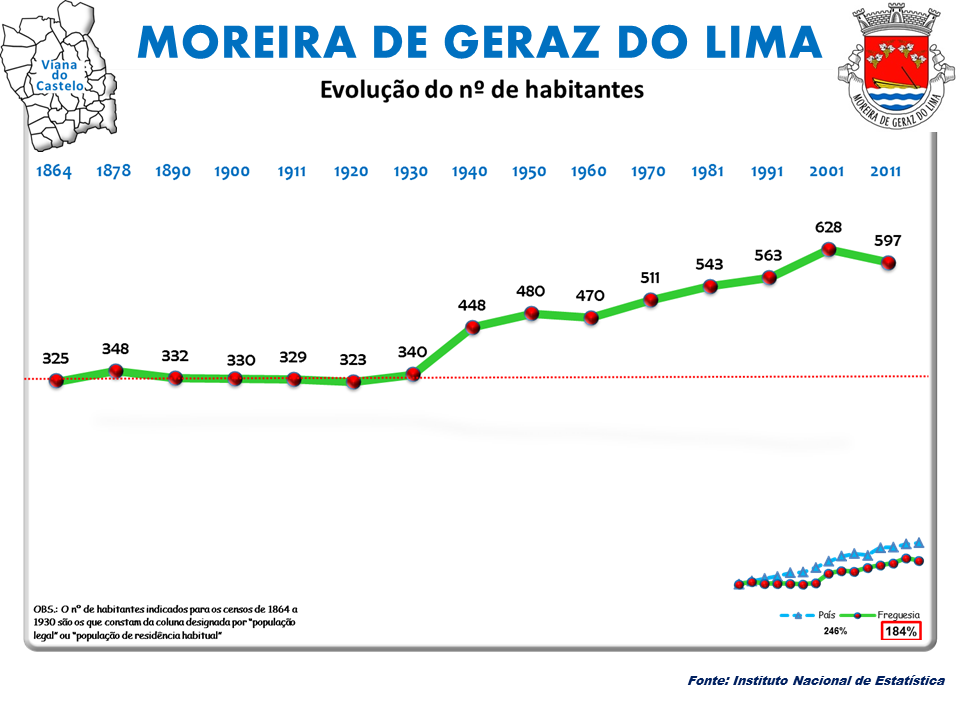
Bevolkingsontwikkeling tussen 1864 en 2011